# Seznam estonskih smučarskih skakalcev
Seznam estonskih smučarskih skakalcev.

## A
- Artti Aigro

## J
- Jaan Jüris

## L
- Tanel Levkoi

## M
- Kevin Maltsev

## N
- Martti Nõmme
- Kaarel Nurmsalu

## P
- Illimar Pärn
- Kail Piho

## S
- Jens Salumäe
- Siim-Tanel Sammelselg

- Karl-August Tiirmaa

## T
- Vahur Tasane

## V
- Kaimar Vagul